# Panika na ulicach
Panika na ulicach (ang. Panic in the Streets) – amerykański film noir z 1950 roku w reżyserii Elii Kazana. 

## Opis fabuły
W jednym z doków Nowego Orleanu policja odnajduje ciało mężczyzny. Nosi ono ślady postrzeleń i wszystko wskazuje na zabójstwo, jednak podczas rutynowej sekcji zwłok patolog odkrywa, że denat znajdował się przed śmiercią w zaawansowanym stadium dżumy. Natychmiast informuje o tym władze miasta, a te zlecają dr. Reedowi z wydziału miejskiej służby zdrowia i kpt. Warrenowi z lokalnej policji natychmiastowe odnalezienie wszystkich osób mających kontakt ze zmarłym, w celu zapobieżenia ewentualnej epidemii. Jest to trudne zadanie ze względu na portowe środowisko, niechętne jakiejkolwiek współpracy z policją i władzami. Jednak dzięki nieustępliwości Reeda i Warrena, w końcu udaje się im ustalić ostatnich ludzi z którymi przed śmiercią miał kontakt zmarły (jak się okazuje nielegalny emigrant). Są to: Blackie, Fitch i Poldi. Zwłaszcza jeden z nich jest wyjątkowo niebezpieczny – pozbawiony skrupułów pośledni gangster Blackie, który zastrzelił emigranta wkrótce po karcianej rozgrywce. W pościgu za Blackim i Fitchem (w tym czasie umiera zarażony Poldi) doktor i policjant trafiają do portowych magazynów. Tam zdesperowany Blackie strzela do znajomego ochraniarza jednego z magazynów i do chcącego poddać się Fitcha. Jednak wkrótce potem sam wpada w końcu w ręce policji. Wszyscy ludzie z którymi miał kontakt zmarły emigrant zostają odnalezieni i zaszczepieni.     

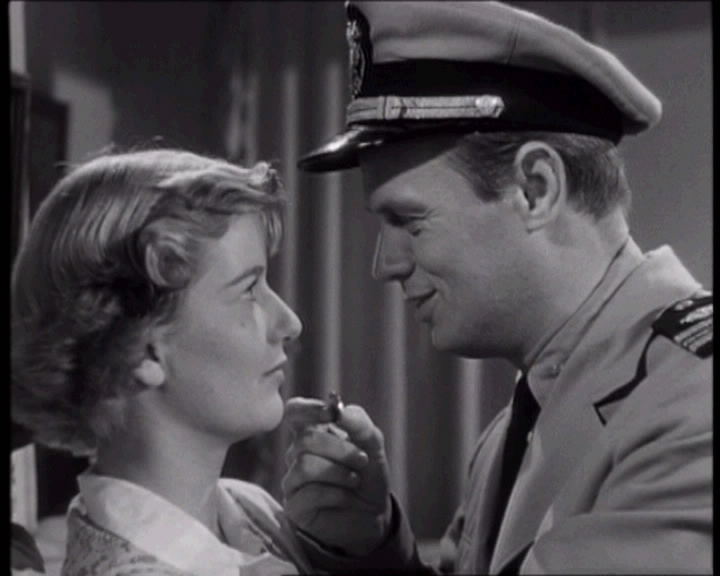
Richard Widmark i Barbara Bel Geddes w scenie z filmu.

## Obsada aktorska
- Richard Widmark – dr Reed
- Paul Douglas – kpt. Warren
- Barbara Bel Geddes – Nancy Reed
- Jack Palance – Blackie
- Zero Mostel – Fitch
- Lewis Charles – zamordowany emigrant
- Alexis Minotis – właściciel greckiej restauracji
- Dan Riss – reporter Neff
- Guy Thonajan – Poldi
- Tommy Cook – Poldi młodszy
- Pat Walshe – gazeciarz-inwalida
- Elia Kazan – asystent w kostnicy
- Emile Meyer – kapitan „Nile Queen”
- Wilson Bourg Jr. – żeglarz Charlie
- Lenka Peterson – dziewczyna Charliego
- Tommy Rettig – synek Reeda

i inni. 

## O filmie
Ósmy z kolei film Kazana uchodzi za czołowy obraz gatunku noir. Na ekrany kin światowych w 1950 roku wszedł obok dwóch innych klasyków tego gatunku – Nocy i miasta Julesa Dassina i Asfaltowej dżungli Johna Hustona. Wszystkie trzy obrazy wzbudziły niebywałą sensację. Krytyka wskazywała na ich wspólne cechy, tj.: naturalną scenerię (Nowy Orlean w filmie Kazana, Londyn u Dassina oraz Cincinnati i Lexington u Hustona) oraz motyw drobiazgowo ukazanej ucieczki człowieka ściganego. Chociaż film okazał się być finansową klapą i zebrał mieszane recenzje, otrzymał kilka prestiżowych nagród, m.in.: Oscara (w kategorii „Best Story”) oraz Nagrodę Specjalną na 11. MFF w Wenecji i nominację do nagrody głównej festiwalu Złotego Lwa. W rankingu popularnego, filmowego serwisu internetowego Rotten Tomatoes obraz posiada obecnie (2019) wysoką, 96-procentową, pozytywną ocenę „czerwonych pomidorów”. 